# Grace Coolidgeová
Grace Anna Goodhue Coolidgeová (3. ledna 1879 Burlington, Vermont – 8. července 1957) byla manželkou 30. prezidenta USA Calvina Coolidge a v letech 1923–1929 vykonávala funkci první dámy USA.

## Život
Grace byla jediným dítětem strojního inženýra Andrewa Issaclara Goodhuea a Lemiry Barrett Goodhueové.
Grace ukončila studia na University of Vermont v roce 1902. Na jaře 1905 se Grace poprvé setkala s Calvinem Coolidgem. Svatba v úzkém rodinném kruhu proběhla 4. října téhož roku v domě rodičů nevěsty v Burlingtonu. Z manželství vzešly dvě děti: John Coolidge (1906–2000) a Calvin Coolidge jr. (1908–1924).
Jako první dáma byla Grace Coolidgeová oblíbenou hostitelkou. Největší událostí jejího pobytu v Bílém domě byla party pořádaná na počest transatlantického letu Charlese Lindbergha v roce 1927. Národní institut společenských věd (National Institute of Social Science) udělil Grace zlatou medaili. V roce 1931 byla zvolena dvanáctou největší žijící americkou ženou.
Grace Coolidge je pohřbena na Plymouth Notch Cemetery.

## Dílo
- Grace Coolidge: The Real Calvin Coolidge, Good Housekeeping April, 1935
- Grace Goodhue Coolidge: An Autobiography, High Plains Publishing Company, Worland 1994